# 斎藤弘子
斎藤 弘子（さいとう ひろこ、1960年 - ）は、日本の言語学者。専門は、英語音声学・音韻論。東京外国語大学総合国際学研究院（言語文化部門・言語研究系）教授。

## 学歴
- 1982年3月　東京外国語大学外国語学部卒業
- 1985年3月  東京外国語大学大学院外国語学研究科修士課程修了
- 1993年9月  ロンドン大学音声学・言語学科大学院修士課程修了

## 職歴
- 1988年4月　東京外国語大学外国語学部助手
- 1991年4月　東京外国語大学外国語学部講師
- 1996年4月　東京外国語大学外国語学部助教授
- 2008年10月 東京外国語大学外国語学部教授
- 2009年4月　現職（大学院重点化により所属変更）

## 編著書
- 「英語を支配するリズム、リズムが支配する英語」『スペシャリストによる英語教育の理論と実践』第三章、松柏社（小寺・吉田編）2008
- 『新装版・英語音声学入門』大修館書店　(竹林滋と共著) 2008
- 『ライトハウス英和辞典第5版』研究社（編集委員、全成句アクセント執筆）2007
- 『大人の英語発音講座』NHK生活人新書（清水あつ子、高木直之、小林篤、牧野武彦、内田洋子、杉本淳子、平山真奈美と共著）2003